# 府青路街道
府青路街道，是中华人民共和国四川省成都市成华区下辖的一个街道。2019年12月，成华区调整部分街道行政区划。撤销桃蹊路街道和建设路街道，将原桃蹊路街道桃源社区、桃蹊社区、怡福社区、文德社区所属行政区域划归府青路街道管辖，府青路街道办事处驻双建路70号。

## 行政区划
府青路街道下辖以下地区：
府青社区、李家沱社区、八里庄社区、桃源社区、桃蹊社区、怡福社区、文德社区。